# Kolpebo
Kolpebo is een plaats in de gemeente Smedjebacken in het landschap Dalarna en de provincie Dalarnas län in Zweden. De plaats heeft 51 inwoners (2005) en een oppervlakte van 12 hectare.